# 1837 у літературі

## Події
- Чарлз Діккенс почав друкувати місячними випусками «Пригоди Олівера Твіста».
- Чарлз Діккенс завершив публікацію «Посмертних записок Піквікського клубу».
- Ганс Крістіан Андерсен надрукував третю книгу казок, серед них «Русалонька» та «Нове вбрання короля».

## Твори
- «Причинна» Тараса Шевченка

## Видання
- у Будапешті видано «Русалку Дністрову» — перший західноукраїнський альманах

## Народилися
- Митрак Олександр — український письменник, фольклорист
- Чавчавадзе Ілля Григорович — грузинський письменник, громадський діяч